# Bernard Greenhouse
Bernard Greenhouse (Newark, 3 gennaio 1916 – Cape Cod, 13 maggio 2011) è stato un violoncellista statunitense.

## Biografia
Nato nello Stato di New Jersey, iniziò studiando con Felix Salmond alla Juilliard School. Altri suoi maestri furono Emanuel Feuermann, Diran Alexanian e Pablo Casals. Con Menahem Pressler e il violinista Daniel Guilet fondò a New York nel 1955 un celebre trio chiamato Beaux Arts Trio. Fu membro del trio per oltre trent'anni lasciandolo nel 1987, quando al suo posto venne il violoncellista Peter Wiley.
Fu docente alla Stony Brook University, alla Manhattan School of Music, al New England Conservatory e alla Rutgers University.